# 윤길중
윤길중(尹吉重, 1916년 8월 14일 함경남도 북청군 ~ 2001년 10월 11일)은 대한민국의 정치인, 변호사이다. 호는 청곡(靑谷)이다.

## 생애
니혼 대학 법과를 졸업하고 일본 고등문관시험 사법ㆍ행정 양과에 합격하여 전남 강진군과 무안군 군수, 조선총독부 상무국 사무관을 지냈다.
해방 이후 국민대학 교수, 입법의원 전문위원, 총무과장, 중앙선거위원회 선전부장 등을 지냈다.
1948년 6월 1일 헌법기초위원회 전문위원에 선임되었다. 이후 국회 법제조사국장, 헌법기초위원 등을 역임하고, 1950년 제2대 국회의원(강원도 원주군, 무소속)으로 당선되었다.
1956년 조봉암이 주도한 진보당의 창당에 참여하여 간사장이 되었으나, 1958년 1월 이른바 '진보당 사건'으로 이승만 정권에 의하여 체포되었다. 그 후 윤길중을 포함한 대부분의 간부들은 대법원에서 무죄 판결을 받았지만 조봉암은 사형 선고를 받았고, 진보당은 해산되고 말았다.
이승만 정권이 4.19 혁명으로 무너진 후 1960년 제5대 민의원(사회대중당)으로 당선되었으나, 1961년 5.16 군사정변 이후 혁신계 정치인들에 대한 탄압으로 투옥되어 1968년까지 7년간 복역하였다.
이후 박정희 정권에 맞서 삼선개헌 반대운동을 전개하고, 1971년 제8대 국회의원(서울 영등포구, 신민당)으로 당선되었으나, 1980년 국가보위입법회의 의원이 된 것을 계기로 여당 정치인으로 변신하여 민주정의당 창당발기인이 되고 제11,12,13대 국회의원으로 당선되었으며 1983년에는 국회 부의장을 지내기도 했다.
2008년 민족문제연구소에서 친일인명사전에 수록하기 위해 정리한 민족문제연구소의 친일인명사전 수록예정자 명단 관료 부문에 선정되었다.

## 역대 선거 결과
|  | 30.98% |

|  | 17.77% |

|  | 24.96% |

|  | 51.91% |

|  | 25.39% |

|  | 28.22% |

|  | 34.0% |